# Cyprinella xaenura
Cyprinella xaenura es una especie de peces de la familia de los Cyprinidae en el orden de los Cypriniformes.

## Morfología
Los machos pueden llegar alcanzar los 11 cm de longitud total.

## Hábitat
Es un pez de agua dulce.

## Distribución geográfica
Se encuentran en el tramo alto de la cuenca del río Altamaha (Georgia, Estados Unidos).